# Leonardo Sciascia
Leonardo Sciascia (IPA: ˈʃa:ʃa; ejtsd: sásá) (Racalmuto, Agrigento megye, Szicília, 1921. január 8. – Palermo, 1989. november 20.) olasz író, politikus, dramaturg, tanító.

## Élete
Sciascia a szicíliai Racalmutóban született. A kommunista párt helyi vezetőségi tagjaként megyei tanácstag volt Szicíliában, küldött a római nemzetgyűlésben, majd később az Európai Parlament tagja. 1977-ben lemondott pártbeli funkcióiról. Végzettségét tekintve tanító volt, csak később kezdett írni, elsősorban Szicília és a maffia kapcsolatáról. Palermóban hunyt el 1989-ben.

## Prózája
Könyvei nagyrészt azt mutatják be, mennyire része a szicíliai mindennapoknak a maffia. A látszólag egyszerű, átlagosnak tűnő rendőrségi ügyek, - egy építési vállalkozó meggyilkolása, egy vadászbaleset utáni nyomozás - elvezetnek a politika, a jog, a vallás legfelsőbb vezetőihez, legalábbis azok számára, akik nem elégszenek meg az egyszerű magyarázatokkal. Az igazság kiderítéséért folytatott hosszú és bonyolult kutatás mindig falakba ütközik, a tiszta erkölcsű főszereplők egyre jobban belegabalyodnak az elhallgatások, a korrupció és a politikai intrikák szövevényébe. Sciascia történetei mentesek az illúzióktól, de a moralizálástól is: egyszerű eszközökkel felvázolt alaphelyzetei, életszerű párbeszédei, hihető képet alkotnak a velejéig romlott, a többség számára viszont nem élhetetlen olasz mindennapokról. Számos írásából forgattak hazájában politikai krimit. Ettore Majorana olasz atomfizikus 1937 utáni eltűnését is feldolgozta.

## Főbb művei
- Le favole della dittatura (1950)
- La Sicilia, il suo cuore (1952)

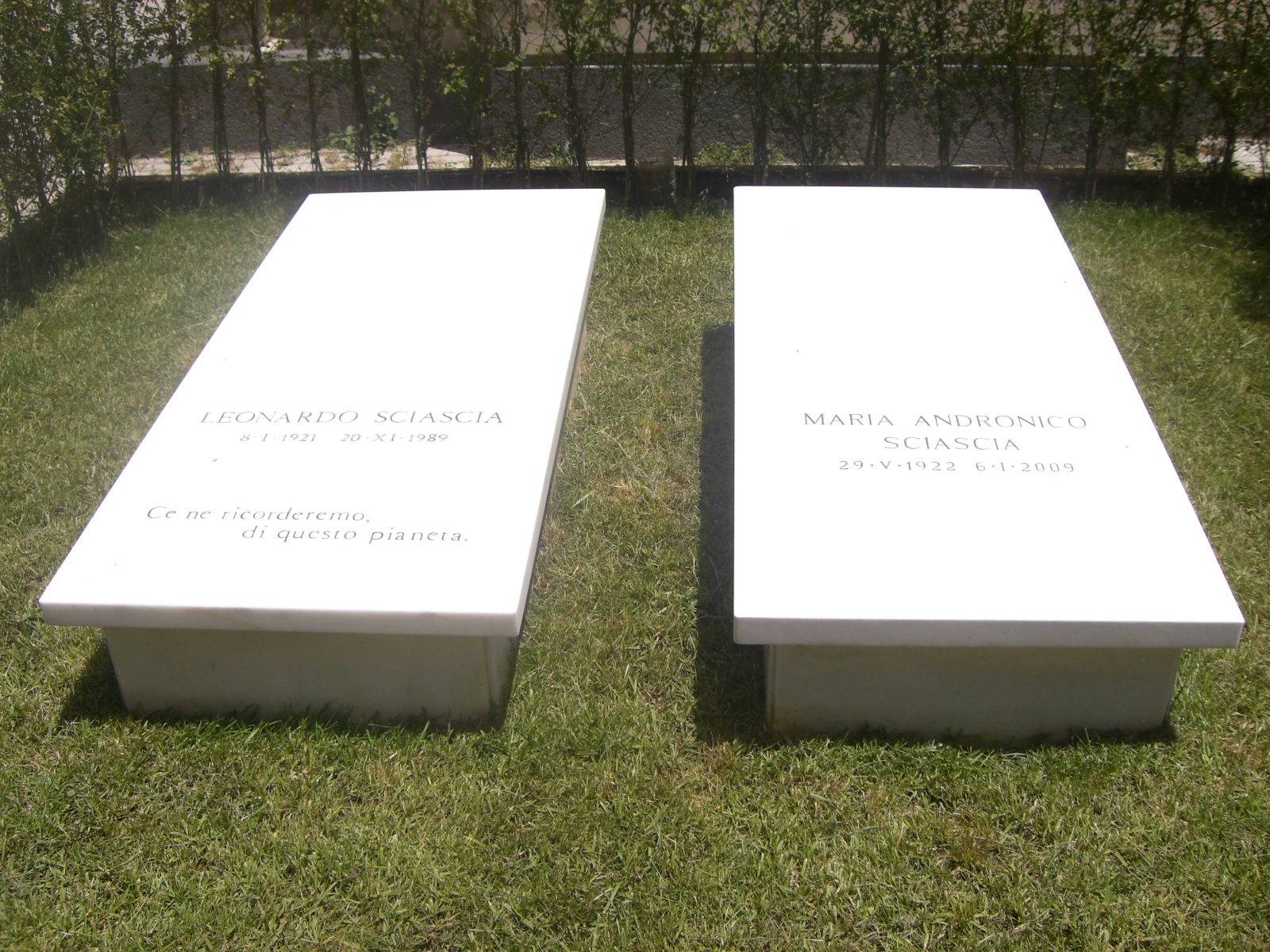
Sírja Racalmutóban

- Gli zii di Sicilia (1958) - novella
- Mint a bagoly nappal (Il giorno della civetta, 1961)
- Az egyiptomi tanács (Il consiglio d'Egitto, 1963)
- Morte dell'Inquisitore (1964)
- L'Onorevole (1965)
- Mindenkinek a magáét (A ciascuno il suo, 1966)
- La corda pazza (1970)
- Kiváló holttestek (Cadaveri eccellenti, Il contesto, 1971)
- Il mare color del vino (1973) - novellák
- Célok és eszközök (Todo modo, 1974)
- Majorana eltűnése (La scomparsa di Majorana, 1975)
- A késelők (I pugnalatori, 1976)
- Candido, ovvero un sogno fatto in Sicilia (1977)
- L'affaire Moro (1978)
- Az ember, aki nem emlékezett semmire (Lo smemorato di Collegno - kisregények, magyarul 1983)
- Porte aperte (1987)
- Il cavaliere e la morte (1988)
- Occhio di capra (1990)

## Műveinek moziadaptációi
- 1967: Mindenkinek a magáét (rendezte: Elio Petri)
- 1968: Mint a bagoly nappal (rendezte: Damiano Damiani)
- 1969: Un caso di coscienza (rendezte: Giovanni Grimaldi)
- 1976: Kiváló holttestek (Cadaveri eccellenti) (rendezte: Francesco Rosi) az Il contesto című regény alapján
- 1976: Todo modo (rendezte: Elio Petri)
- 1976: Una vita venduta (rendezte: Aldo Florio) a L'antimonio című novella alapján
- 1986: Il caso Moro (rendezte: Giuseppe Ferrara) a L'affaire Moro című könyv alapján
- 1990: Nyitott ajtók (Porte aperte) (rendezte: Gianni Amelio)
- 1991: Una storia semplice (rendezte: Emidio Greco)
- 2001: Az egyiptomi tanács (Il consiglio d'Egitto) (rendezte: Emidio Greco)

## Magyarul
- Mint a bagoly nappal. Regény; ford. Székely Sándor; Európa, Budapest, 1963
- Az egyiptomi tanács; ford. Lontay László; Európa, Budapest, 1967
- Kiváló holttestek; ford. Zsámboki Zoltán; Magvető, Budapest, 1978 (Rakéta Regénytár)
- A késelők; ford. Pődör László; Magvető, Budapest, 1979 (Rakéta Regénytár)
- Célok és eszközök; ford. Lontay László, Pődör László, Szénási Ferenc; Magvető, Budapest, 1978 (Világkönyvtár)
- Majorana eltűnése (Három kisregény: Mindenkinek a magáét!; Todo modo; Majorana eltűnése) ford. Lontay László, Lőrinczi László, Szénási Ferenc; Kriterion, Bukarest, 1982, 281 oldal
- Az ember, aki nem emlékezett semmire; ford. Zsámboki Zoltán; Magvető, Budapest, 1983 (Rakéta Regénytár)

### Novellák
- Társasjáték (ford. Lontay László) In. Égtájak – Öt világrész elbeszélései – 1968, Európa, Budapest, 1968, 586 oldal
- Az amerikai nagynéni In. Lator László (szerk.): Mai olasz elbeszélők, Európa, Budapest, 1969, 644 oldal